# Селіштіуца
Селіштіуца (рум. Seliștiuța) — село у повіті Мехедінць в Румунії. Входить до складу комуни Биклеш.
Село розташоване на відстані 237 км на захід від Бухареста, 38 км на південний схід від Дробета-Турну-Северина, 59 км на захід від Крайови.

## Населення
За даними перепису населення 2002 року у селі проживали 250 осіб, усі — румуни. Усі жителі села рідною мовою назвали румунську.